# 사무차관 (영국)
사무차관(事務次官, Permanent Secretary)은 영국의 공무원 직위이다. Permanent Under-secretary of State 또는 PUS라고 한다.
수년간의 임기로 임명된다. 정권 교체와 상관없이 수년간의 임기가 보장되기 때문에 Permanent(영구적인)이란 명칭을 쓴다. 사무차관은 영국 내각을 구성하는 영국 장관들에게 보고하고 감독을 받는다. 영국 장관들은 임기가 보장되지 않고, 총선 결과에 따라, 또는 영국 총리의 해임으로 수시로 교체된다.
의원내각제에서는 행정의 전문성, 일관성, 중립성을 실현하고 정치와 행정을 합리적으로 연결하기 위하여 정무차관과는 별도로 사무차관제도를 두고 있다. 정무차관이 참모적 성격이 강한 데 반하여 사무차관은 계선적(系線的) 성격이 강하다. 장관을 사무적으로 보좌하고 내부사무를 관리하는 차관이며, 일반적으로 직업공무원 출신 중에서 임명된다. 국회의원 중에서 임명되며, 장관을 정치적으로 보좌하는 정무차관(parliamentary under-secretary of state)과 대비된다.
현재 영국 정부에는 38명의 사무차관이 있다. 영국 정보기관의 핵심인 MI5 국장, MI6 국장, GCHQ 본부장이 모두 사무차관이다. 영국 GCHQ 본부장은 영국 외무부 사무차관이지만, 이와 동일한 기관인 미국 NSA 국장은 사성장군이다.

## 같이 보기
- 정무차관 (영국)
- 차관 (관직)